# Глюкштадт
Глюкштадт (нім. Glückstadt) — місто в Німеччині, розташоване в землі Шлезвіг-Гольштайн. Входить до складу району Штайнбург.
Площа — 22,76 км2. Населення становить 10 779 ос. (станом на 31 грудня 2020).